# Governo Stubb
O Governo Stubb (finlandês: Stubbin hallitus, sueco: Regeringen Stubb) tomou posse em 24 de julho de 2014, quando Alexander Stubb assumiu o comando do executivo finlandês - o Governo da Finlândia, substituindo Jyrki Katainen, que havia anunciado sua renúncia uma semana antes. 

Cessou as suas funções em 29 de maio de 2015, quando foi sucedido pelo Governo Sipilä. 

O novo governo manteve a base partidária - Partido da Coligação Nacional, Partido Social Democrata, Partido Popular Sueco ,  e Partido Democrata-Cristão – com base no resultado das Eleições gerais na Finlândia em 2011.

Estes partidos tinham 102 dos 200 lugares do Parlamento da Finlândia.